# Gerrit Terdenge
Gerrit Alexander Terdenge (* 30. Januar 1975 in Gelsenkirchen) ist ein ehemaliger deutscher Basketballspieler.

## Karriere
Terdenge spielte beim TuS Herten, 1995 wechselte er in die Vereinigten Staaten an die California State University, Fresno. In zwei Spielzeiten kam er dort auf 40 Einsätze und Mittelwerte von 3,1 Punkten sowie 2,2 Rebounds je Begegnung. Sein Trainer war Jerry Tarkanian, Terdenge spielte dort Seite an Seite mit Rahsaan Smith, der 1997/98 dann auch bei Bayer Leverkusen sein Mannschaftskamerad war. Nach seiner Deutschland-Rückkehr weilte Terdenge jedoch erst wieder beim TuS Herten, ehe er nach Leverkusen wechselte.
Den in jungen Jahren als großer deutscher Hoffnungsträger auf der Position vier geltenden Terdenge zeichneten eine athletische Spielweise, ein gutes Reboundspiel sowie im Angriff Vielseitigkeit (Spiel unter dem Korb und Distanzwurf) aus. Er wurde mit Leverkusen 2000 deutscher Vizemeister, den Durchbruch schaffte er bei den Rheinländern nicht. In drei Jahren in Leverkusen wurde Terdenge in 97 Bundesliga-Spielen eingesetzt und erzielte im Schnitt 9,4 Punkte je Begegnung.
2000 wechselte Terdenge innerhalb der Bundesliga zu den Skyliners Frankfurt. In Frankfurt stieg Terdenges Einsatzzeit in der Saison 2000/01 im Vergleich zur Vorsaison in Leverkusen um rund 16 Minuten pro Bundesliga-Spiel, er steigerte seine Punktausbeute von 5,3/Spiel (1999/2000) auf 12,4/Spiel (2000/01).
Mit den in Frankfurt gezeigten Leistungen im Rücken nahm Terdenge im Sommer 2001 ein Angebot des Bundesliga-Neulings RheinEnergy Cologne an, der unter Trainer Svetislav Pešić ehrgeizige Ziele verfolgte. Terdenge spielte von 2001 bis 2003 für die Kölner, wurde mit ihnen 2002 deutscher Vizemeister und stand 2003 im Pokalendspiel. Seine Einsatzzeit in Köln lag in beiden Bundesliga-Jahren nur bei rund zehn Minuten pro Begegnung.
Zu Beginn der Saison 2003/04 stand Terdenge beim spanischen Zweitligisten Melilla Baloncesto unter Vertrag, erzielte für die Mannschaft in 16 Einsätzen im Schnitt 5,8 Punkte sowie 3,1 Rebounds. Im Frühjahr 2004 schloss er sich dem Bundesligisten Gießen 46ers an und blieb bis 2009 bei den Mittelhessen. Seine besten statistischen Werte in Gießen erzielte er zwischen 2006 und 2008: In der Saison 2006/07 kam Terdenge aus 10,3 Punkte und 5 Rebounds je Bundesliga-Spiel, 2007/08 waren es 10,4 Punkte und 4,3 Rebounds im Schnitt sowie 32 erzielte Dreipunktewürfe. Mehr Treffer aus der Ferndistanz verbuchte Terdenge in keinem anderen seiner Bundesliga-Jahre.
2009/10 spielte er für den Zweitligisten ETB Wohnbau Baskets Essen und wurde als Betriebswirt bei einem Energieunternehmen beruflich tätig. Nach einem Spieljahr verließ er die Essener Mannschaft aus beruflichen Gründen. Später spielte er für die Regionalligisten Bochum und Düsseldorf. In Düsseldorf war er anschließend bis 2017 als Trainer tätig. Beruflich orientierte er sich um und wurde als Heilpraktiker, Osteopath, Gesundheitstrainer sowie Stress- und Ernährungsberater mit Praxen in Düsseldorf und Solingen tätig.

### Nationalmannschaft
Zwischen Juni 1996 und August 2005 wurde Terdenge in 82 A-Länderspielen in der deutschen Nationalmannschaft eingesetzt. Er nahm an den Europameisterschaften 1997 (4 Punkte/Spiel) und 1999 (4,4 Punkte/Spiel) teil. Seine besten Angriffsleistung in einem Länderspiel waren 18 Punkte, welche er im Juli 1998 in einem Freundschaftsspiel gegen Mexiko erzielte.